# Nowy Kawęczyn (gmina)
Pour les articles homonymes, voir Nowy Kawęczyn.
Nowy Kawęczyn est une gmina rurale du powiat de Skierniewice, Łódź, dans le centre de la Pologne. Son siège est le village de Nowy Kawęczyn, qui se situe environ 11 km au sud-est de Skierniewice et 55 km à l'est de la capitale régionale Łódź.
La gmina couvre une superficie de 104,41 km2 pour une population de 3 295 habitants.

## Géographie
La gmina inclut les villages d'Adamów, Budy Trzcińskie, Doleck, Dukaczew, Dzwonkowice, Esterka, Franciszkany, Helenków, Kaczorów, Kawęczyn B, Kazimierzów, Kolonia Starorawska, Kwasowiec, Marianka, Marianów, Nowa Trzcianna, Nowy Dwór, Nowy Dwór-Parcela, Nowy Kawęczyn, Nowy Rzędków, Podfranciszkany, Podstrobów, Podtrzcianna, Prandotów, Psary, Raducz, Rawiczów, Rzędków, Sewerynów, Stara Rawa, Stary Rzędków, Strzyboga, Suliszew, Trzcianna, Zglinna Duża et Zglinna Mała.
La gmina borde les gminy de Biała Rawska, Kowiesy, Puszcza Mariańska, Rawa Mazowiecka et Skierniewice.